# مغناطيس الثلاجة

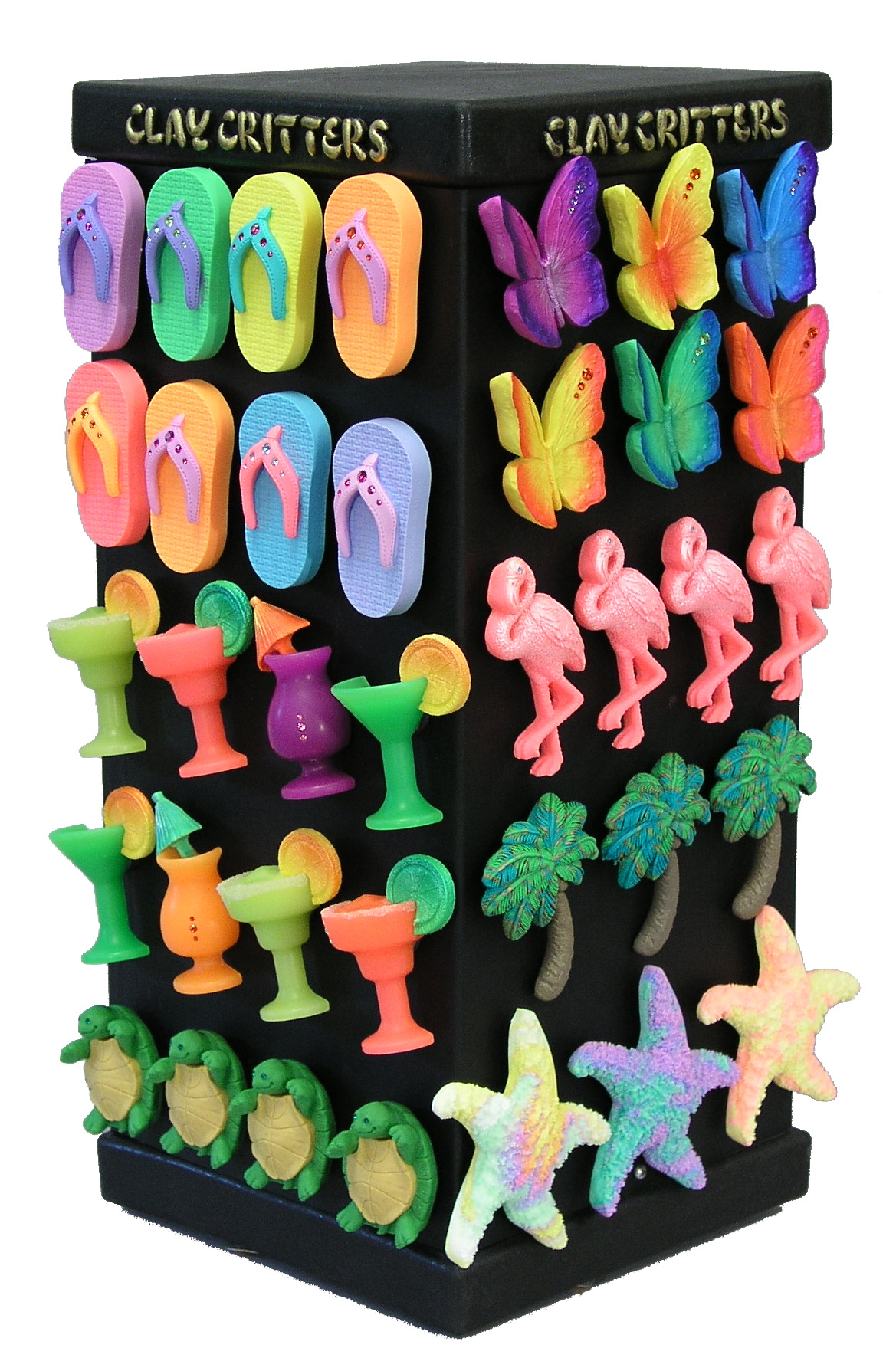
معرض مغناطيسات الثلاجة بأشكال منوعة

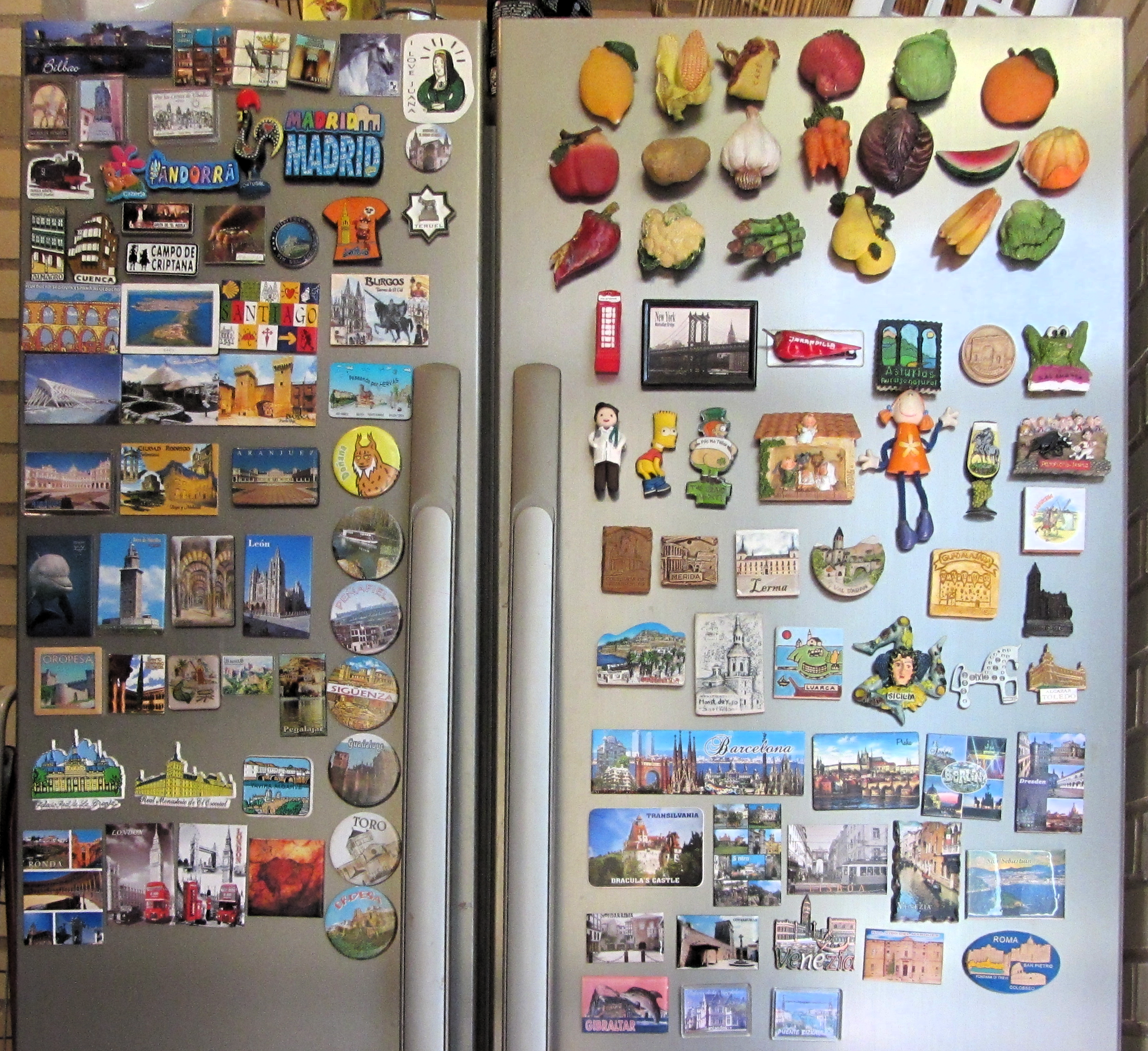
ثلاجتين مليئتان بالمغناطيس

مغناطيس الثلاجة أو مغناطيس البراد هي عبارة عن قطع مغناطيس صغيرة مزينة، غالبا ما تعلق على قطع حديد أو قطع زخرفية، والتي يمكن استخدامها لنشر عناصر مثل قوائم التسوق، فن الأطفال أو تذكير على باب الثلاجة، أو الديكور. تأتي مغناطيسات الثلاجة في مجموعة متنوعة من الأشكال والأحجام ، وقد يكون عليه رسائل ترويجية.مغناطيس الثلاجة هي شعبية مثل الهدايا التذكارية و تحصيل الكائنات الحية.
مغناطيس الثلاجة تكون شائعة أيضًا كمشروعات يدوية.

## الصناعة
كانت مغناطيس الثلاجة الأولى عبارة عن مغناطيس أسطواني صلب مستطيل الشكل. في وقت لاحق، تم تطوير مغناطيس مرن، يتكون من مركب مغناطيسي ممزوجًا مع مادة رابطة بلاستيكية.
عادة ما يتم بثقها على شكل صفيحة وتمريرها على حزام ناقل فوق خط من المغناطيس الأسطوانية القوية الدائمة . يتم ترتيب هذه المغناطيسات في كومة مع أقطاب مغناطيسية متناوبة متجهة لأعلى الحروف الأتية (N ، S ، N ، S ، الخ) على عمود دوران بحرية. هذا يثير إعجاب الصفيحة البلاستيكية بالأقطاب المغناطيسيةبتنسيق خط بديل. لا يتم استخدام الكهرومغناطيسية لتوليد المغناطيس. تبلغ مسافة العمود - القطب 5 مم ، ولكنها تختلف باختلاف الشركة المصنعة. الفريتيشيع استخدام المغناطيس أيضًا مع عناصر زخرفية متصلة بالمغناطيس بمادة لاصقة. تم إنشاؤها في عشرينيات القرن الماضي.

## تطبيقات

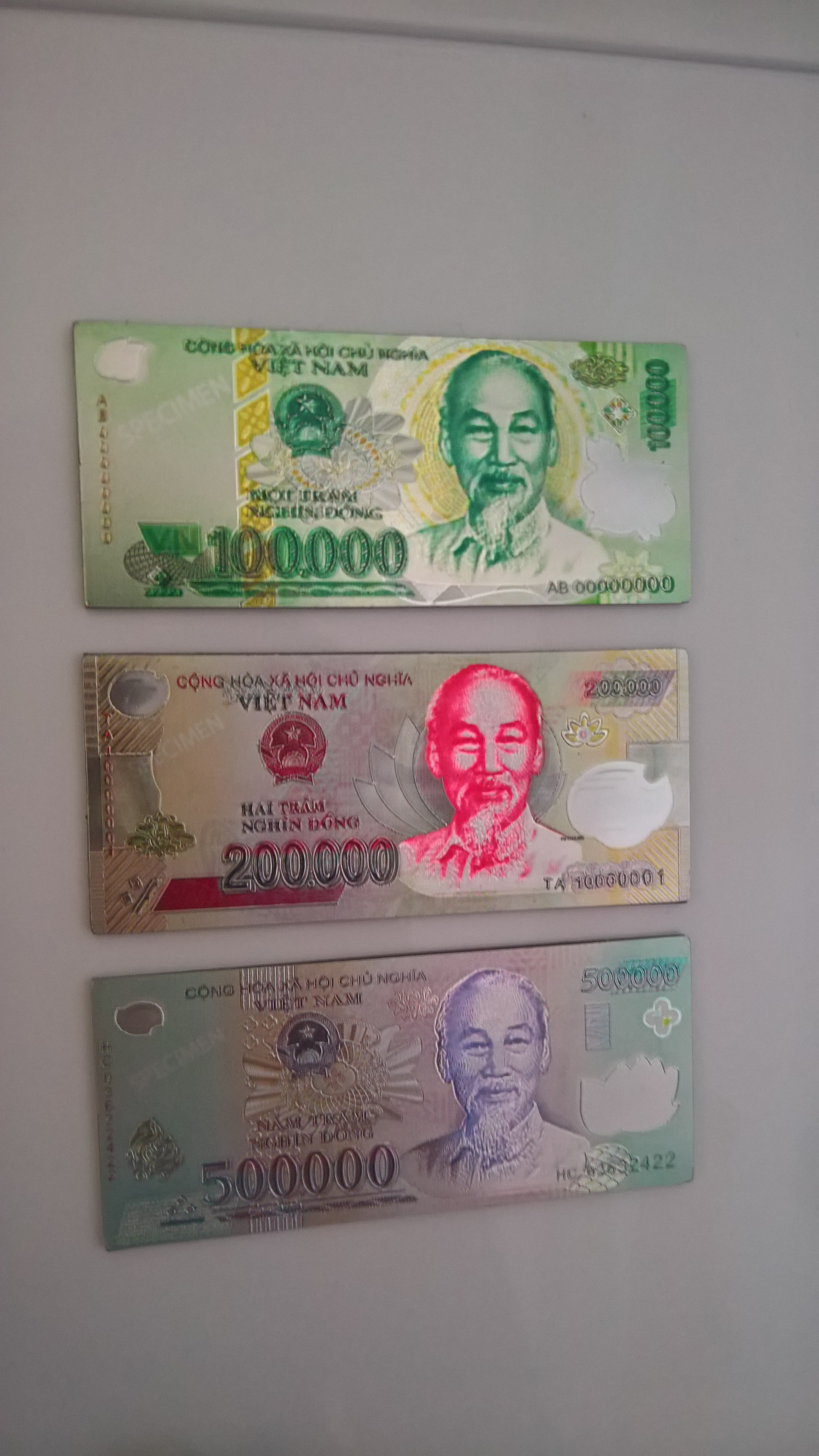
أحيانا قد يكون المغناطيس على شكل أموال

يمكن تصميم مغناطيس الثلاجة لتزيين الثلاجات. تُستخدم مغناطيس الثلاجة أيضًا على نطاق واسع في هدايا لترويج الأعمال والهدايا التذكارية السياحية الآن. وفقًا لمواد الشعارات المستخدمة كمغناطيس ترويجي ومغناطيس الثلاجة التذكارية ، يمكن تصنيع مغناطيس الثلاجة من المطاط أو بي في سي أو البوليريسين أو المعدن أو الخزف أو الإيبوكسي أو مختلط بعض هذه المواد. يمكن للشركات وضع شعاراتها على المغناطيس ، ثم يرى عملاؤهم شعارات أعمالهم طالما أنهم يفتحون ثلاجاتهم. هناك أيضًا العديد من متاجر الهدايا التذكارية التي تبيع مغناطيسًا تذكاريًا مطبوعًا عليها السحر المحلي.

## التجميع
إن جمع المغناطيس هواية، حيث يتخصص بعض هواة جمع المغناطيس في رحلاتهم، أو في موضوع معين. تباع في محلات بيع التذكارات في جميع أنحاء العالم. لا يوجد مصطلح معترف به بشكل عام (مثل علم العملات لتجميع العملات) لجمع المغناطيس.

### مصطلح
قد اقترح في روسيا على المدى memomagnetics (بالروسية: мемомагнетика )، والمستمدة من كلمة (memoriale) (من اللاتينية) و magnetis (من اليونانية)  يمكن أن يسمى جامع للمغناطيس memomagnetist  تم استخدام هذه المصطلحات من قبل مجتمع روسي واحد على الأقل عبر الإنترنت لهواة جمع المغناطيس.

## الإستقطاب
على عكس معظم المغناطيسات التقليدية ذات الأقطاب الشمالية والجنوبية فإن مغناطيس الثلاجة المسطح ممغنط أثناء التصنيع مع تناوب القطبين الشمالي والجنوبي على جانب الثلاجة.
يمكن الشعور بذلك عن طريق أخذ مغناطيسين متشابهين (أو متطابقين) من مغناطيس الثلاجة وتحريكهما مقابل بعضهما البعض مع مواجهة الجوانب «المغناطيسية» لبعضها البعض: سوف تتنافر المغناطيسات وتجذب بالتناوب مع تحريكها بضعة ملليمترات. يمكن للمرء أن يلاحظ أن المجال المغناطيسي خارج لوح رفيع ممغنط بشكل موحد هو في الواقع صفر ، مع إهمال تأثيرات الحافة لذلك لا يلتصق المغناطيس الممغنط بشكل موحد بالثلاجة. تحتوي معظم المغناطيسات على نمط مغناطيسي خاص وأكثر تطوراً قليلاً يسمى مصفوفة هالباخ يعطي هذا البناء مجالًا مغناطيسيًا محسنًا على جانب واحد وحقل مغناطيسي صفر تقريبًا على الجانب الآخر.